# Canaroie semipalmée
Anseranas semipalmata
Famille
Genre
Espèce
Statut de conservation UICN

 LC  : Préoccupation mineure
La Canaroie semipalmée (Anseranas semipalmata) est une espèce d'oiseaux, la seule espèce du genre Anseranas et de la famille des anséranatidés (ou Anseranatidae).

## Position systématique
Cette espèce aberrante, considérée par certains comme intermédiaire entre les vrais anatidés et les anhimidés, est parfois classée dans une sous-famille d'anatidés : les anséranatinés (ou Anseranatinae).

## Description
Il s'agit d'un oiseau de grande taille (75 à 85 cm) au plumage noir et blanc. Les pattes ne sont que faiblement palmées contrairement aux autres membres de l'ordre. Le cou est allongé comme celui des cygnes et des oies ; les adultes développent une bosse crânienne qui est plus importante chez le mâle. Chez le juvénile, les zones noires du plumage adulte sont fortement teintées de gris brun. L'aspect général du corps vu de loin ressemble à un celui d'un cygne, mais avec des caractéristiques subtiles d'une oie et aussi d'un canard. Le bec, possédant des lamelles comme les canards pour filtrer les aliments de l'eau, peut aussi rappeler celui des vautours. Les pattes, d'aspect robuste et presque non-palmées, sont semblables à celles des Kamichi (les anhimidés).
Les femelles sont plus petites que le mâle.

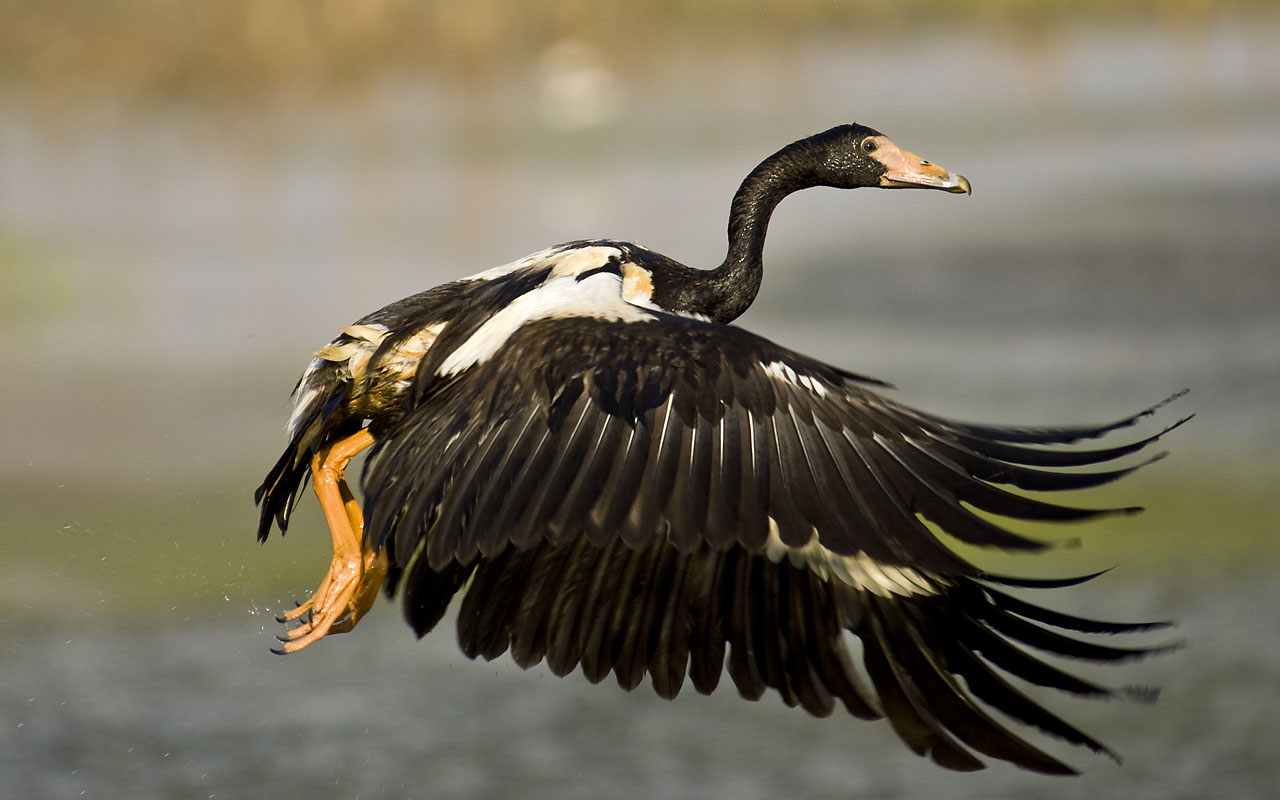
La photo montre bien les longues pattes, les doigts semi-palmés, le bec crochu et caronculé rappelant celui du vautour.

## Habitat
L'espèce se rencontre dans le nord de l'Australie et le sud de la Nouvelle-Guinée. Elle fréquente les prairies humides, marais et rivières généralement à moins de 80 km des côtes.
Lors de la ponte, les Aborigènes de la terre d'Arnhem organisent dans les marécages la collecte des œufs de gumang (onomatopée rappelant le cacardage guttural du canaroie), et éventuellement tuent à la sagaie les oiseaux sur les nids. Cette chasse traditionnelle est décrite dans le film 10 canoës, 150 lances et 3 épouses de Rolf de Heer.

## Biologie
C'est un oiseau grégaire qui vit en grandes troupes toute l'année. Il se nourrit aussi bien sur terre que dans l'eau. La reproduction débute généralement avec la saison des pluies (octobre-novembre), il arrive que deux femelles pondent dans le même nid.
La canaroie semipalmée est un oiseau sédentaire ; seules les périodes de sécheresse peuvent le pousser à des déplacements importants.

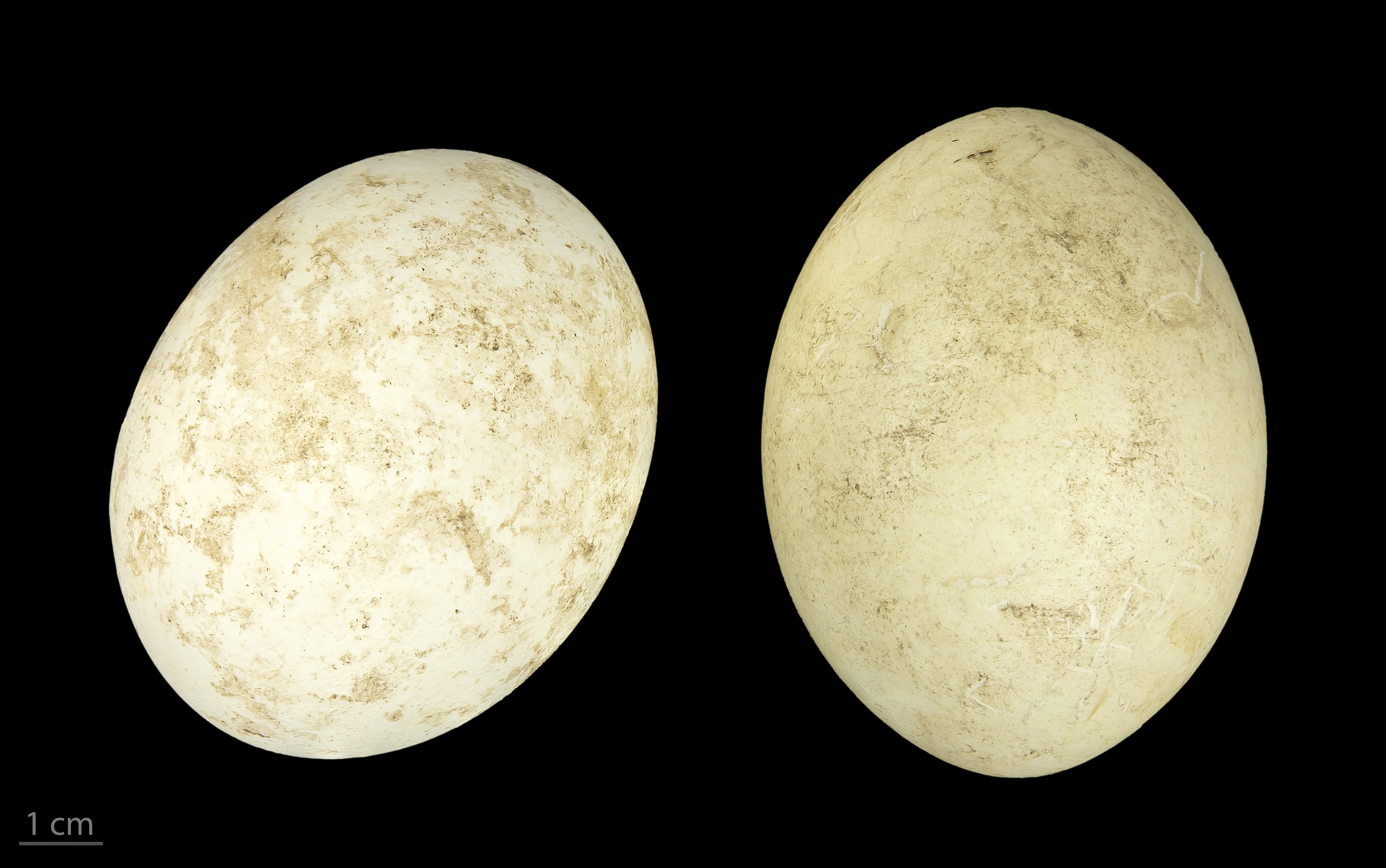
Anseranas semipalmata - MHNT

## Populations
L'espèce n'est pas menacée et la population s'élève à environ 1 million d'individus. La canaroie semipalmée est protégée sur l'ensemble du territoire australien.